# Sebring International Raceway
Le Sebring International Raceway est un circuit automobile situé à Sebring, en Floride, États-Unis. S'y courent les 12 Heures de Sebring, une épreuve de l'United SportsCar Championship et depuis 2019, les 1 000 Miles de Sebring, épreuve du championnat du monde d'endurance FIA.
D'une longueur de 6,019 km, il comprend dix-sept virages, avec de longues lignes droites. Une partie du circuit utilise encore aujourd'hui les pistes d'atterrissage faites de plaques de béton de l'ancien aéroport militaire. Un hôtel est situé sur le site même.
En raison du climat clément de la Floride en hiver, de nombreuses équipes Nord-américaines, dont celles de l'IndyCar Series, utilisent le circuit pour leurs tests hivernaux.

## Histoire
Jusqu'à la fin de la Seconde Guerre mondiale, Sebring était une base d'entraînement des US Army Air Forces. La première course automobile s'y tient la veille du nouvel an 1950 ; elle rassemble trente voitures. 
Le 15 mars 1952, s'y organise la première édition des 12 Heures de Sebring.
En 1959, s'y tient le premier Grand Prix des États-Unis de Formule 1 inscrit au championnat du monde.
Depuis 1997, le circuit est la propriété du Panoz Motor Sports Group.

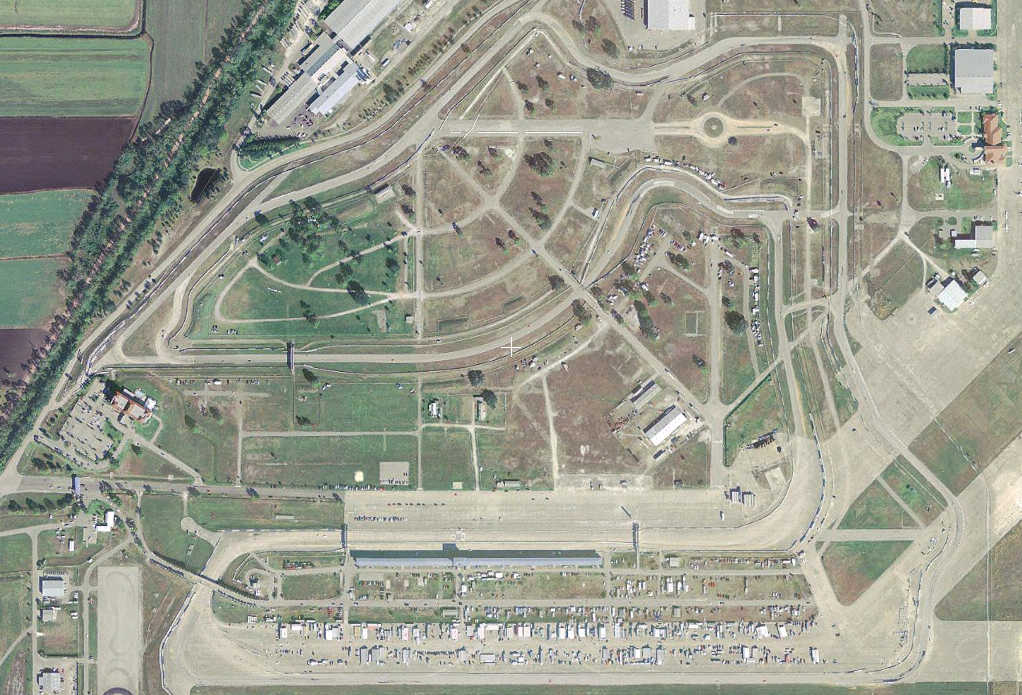
Vue satellite du circuit actuel.

Le tracé de 1952 à 1966, long de 8.356 km.

Logo.

## Liste des accidents mortels
| Nom                                                                    | Date         | Qualité     | Championnat                                                   | Course                       | Véhicule                |
| ---------------------------------------------------------------------- | ------------ | ----------- | ------------------------------------------------------------- | ---------------------------- | ----------------------- |
| Bob Goldich                                                            | 23 mars 1957 | Pilote      | Championnat du monde des voitures de sport 1957               | 12 Heures de Sebring 1957    | Arnolt-Bristol Bolide   |
| Edwin Lawrence                                                         | 20 mars 1959 | Pilote      | Championnat du monde des voitures de sport 1959               | 12 Heures de Sebring 1959    | Maserati 300S           |
| Jim Hughes                                                             | 26 mars 1960 | Pilote      | Championnat du monde des voitures de sport 1960               | 12 Heures de Sebring 1960    | Lotus Elite 14          |
| George Thompson                                                        | 26 mars 1960 | Photographe | Championnat du monde des voitures de sport 1960               | 12 Heures de Sebring 1960    |                         |
| Willis Edenfield Mark Edenfield Willis Edenfield, Jr. Patricia Heacock | 26 mars 1966 | Spectateurs | Championnat international des marques                         | 12 Heures de Sebring 1966    |                         |
| Bob McLean                                                             | 26 mars 1966 | Pilote      | Championnat international des marques                         | 12 Heures de Sebring 1966    | Ford GT40               |
| Manuel Quintana                                                        | 21 mars 1980 | Pilote      | World Challenge for Endurance Drivers, Endurance Triple Crown | 12 Heures de Sebring 1980    | Porsche 911             |
| Bob Copeman                                                            | 18 mars 1988 | Pilote      | IMSA                                                          | 12 Heures de Sebring 1988    | Porsche 911 Carrera RSR |
| Mark Kent                                                              | 18 mars 1992 | Pilote      | IMSA Firestone Firehawk Series                                | Course support des 12 Heures | BMW M3 E30              |

## Jeux vidéo
Le circuit est présent dans les jeux vidéo suivants :
- Automobilista 2
- Forza Motorsport 2
- Forza Motorsport 3
- Forza Motorsport 4
- Forza Motorsport 5
- Forza Motorsport 6
- Forza Motorsport 7
- IRacing
- Pitstop II
- rFactor 2
- Total Immersion Racing
- "Forza Motorsport (jeu vidéo, 2023)"
- Le Mans Ultimate (2024)